# Vídeo Show Retrô
Vídeo Show Retrô foi um especial de fim de ano exibido pela Rede Globo entre 30 de dezembro de 2003 e 31 de dezembro de 2018, sendo uma extensão com os melhores momentos do ano do programa Vídeo Show. Erros de gravação, quantidade de beijos, socos e pontapés, batidas, acidentes e afins sofridos por todos os personagens, eram contabilizados e exibidos no decorrer do programa.

## História

### 2003–08: Primeira fase

#### 2003
No dia 30 de dezembro de 2003, logo após o Casseta e Planeta Urgente!, estreou sob o comando de Angélica e André Marques, o especial anual, Vídeo Show Retrô. Numa retrospectiva bem-humorada dos melhores momentos da TV em 2003. Foram revelados qual foi o casal mais apaixonado do ano, qual o maior barraco da TV e quem foi o melhor vilão da teledramaturgia na opinião dos internautas que votaram no site do programa. O programa foi exibido no cenário original do programa, sendo que o circulo que ficava atrás do apresentador, foi trocado por um painel cheio de bolinhas platinadas e uma tv de plasma. 

#### 2004
Em 2004, após o especial Programa Novo, foi ao ar a segunda edição do especial Vídeo Show Retrô, sob o comando também de André Marques Angélica. Eles fizeram uma visita ao Projac, andando por cenários de novelas, como Malhação, Da Cor do Pecado, Senhora do Destino, Cabocla, programas como Linha Direta e contracenaram com os personagens, como Marinete e Solineuza de A Diarista, Pit e Belinha de Sob Nova Direção e outros.

#### 2005
Em 2005, logo após o especial Os Amadores, o programa fez uma divertida retrospectiva, relembrando os personagens que fizeram grande sucesso naquele ano, através de esquetes produzidas por André Marques e Angélica, que gravaram cenas de Alma Gêmea, América, A Grande Família, Belíssima, Bang Bang, A Diarista, Sítio do Picapau Amarelo e Big Brother Brasil.

#### 2006
Em 2006, André Marques e Angélica contracenaram com personagens de variadas novelas, programas e seriados que foram destaque no ano de 2006, como Pascoal (Reynaldo Gianecchini) e Safira (Cláudia Raia) de Belíssima, Foguinho (Lázaro Ramos); Ellen (Taís Araújo) e Leona (Carolina Dieckmann) de Cobras & Lagartos, Jorge Horácio (Luiz Fernando Guimarães) de Minha Nada Mole Vida, Sandra (Danielle Winits) e Thelminha (Grazi Massafera) de Páginas da Vida, Ana do Véu (Ísis Valverde) e Ricardo (Bruno Gagliasso) de Sinha Moça, o elenco da temporada 2006 da Malhação, e Marinete (Cláudia Rodrigues) da A Diarista. Para relembrar os erros de gravação, o especial contou com a participação do apresentador Fausto Silva, relembrando o quadro Dança do Gelo.

#### 2007
Em 2007, logo após a novela Duas Caras, Angélica deixou sua licença maternidade para apresentar o programa. Neste ano, ela deu à luz Benício, seu segundo filho. A apresentadora recebeu André Marques em sua casa, onde da sala da apresentadora, apresentaram o programa. Fizeram um retrospectiva dos maiores sucessos da teledramaturgia no ano de 2007, mostraram os bastidores e um Falha Nossa super especial. 

#### 2008
Em 2008, André Marques Angélica fizeram uma visita ao Projac, andando por cenários de novelas, como Beleza Pura e A Favorita, e contracenaram com os personagens, como Deborah e Yasmim de Malhação, Lady Kate do Zorra Total, Oswaldir do Faça Sua História, Copélia, Ladir e Bozena de Toma Lá Dá Cá e outros.

### 2009–12: Segunda fase

#### 2009
Em 2009, ano em que o Vídeo Show ganhou novos apresentadores e passou a ser apresentado ao vivo, o Vídeo Show Retrô transpôs o novo conceito do Vídeo Show, misturando notícias importantes do mundo artístico com os grandes destaques da TV, sendo ancorado por André Marques e Ana Furtado, com comentários de artistas convidados. Relembraram a estreia da minissérie Maysa - Quando Fala o Coração, Força-Tarefa, Falha Nossa, as passagens de Sylvester Stallone, Tom Cruise, Zac Efron e Matthew McConaughey pelo Brasil, a posse de Barack Obama, a estreia do BBB 9, Caminho das Índias, os casamentos mais badalados das telinhas - e da vida real, além do fenômeno Susan Boyle.
Recordou os bordões que invadiram às ruas, a passagem de Hugh Jackman pelo Brasil, as gravações de Viver a Vida na Jordânia; a polêmica de Susana Vieira; a gripe suína; a saudade de Michael Jackson, Patrick Swayze, Mara Manzan, Miguel Magno, Perry Salles e de outras estrelas; Amor & Sexo, os 50 anos de carreira de Roberto Carlos; No Limite; o "desaparecimento" de Belchior. Os vilões que colocaram para quebrar; os 40 anos do Jornal Nacional; às famosas que deram à luz; o sucesso de Luciano Huck no Twitter; a estreia de Viver a Vida; a volta de Fábio Assunção; as grávidas da ficção; o apagão; a passagem de Madonna pelo Brasil; a despedida de Toma Lá Dá Cá; a homenagem de Fiuk a Fábio Jr e a estreia de Cinquentinha.

#### 2010
Em 2010, o Video Show Retrô foi ao ar logo após o especial de fim de ano Batendo Ponto. A dupla André Marques e Ana Furtado protagonizou uma premiação um tanto inusitada, com as seguintes categorias: melhor chilique, melhor beijo desentupidor, melhor bofetada, personagem mais chorão, melhor cantada, melhor desmaio, abraço mais falso, melhor pastelão, mais fashion, dentre outras. Junto com Geovanna Tominaga, Bruno de Luca e Fiorella Mattheis, o grupo abriu cada categoria com um esquete que retrata a situação abordada. Eles se vestiram de mulher, imitaram um gorila, cantaram para quebrar os vidros e desmaiaram por novidades inesperadas. O quinteto utilizou a arte dramática para divertir o público e consagrar os personagens que entretiveram e encantaram o ano de 2010.

#### 2011
Em 2011, o Vídeo Show Retrô foi exibido logo após Fina Estampa e retornou com a sua premiação dos melhores do ano na opinião de André Marques e Ana Furtado e seus convidados. Nesse ano, a dupla passeou pelos cenários do Projac e se encontrou com vários personagens queridos da telinha, que ajudaram na escolha dos premiados, como Valeria e Janete, do Zorra Total, Agostinho, de A Grande Família, e Pedro Brandão, da novela Insensato Coração, além de várias estrelas do entretenimento da rede como Luciano Huck, Jô Soares, Faustão, entre outros. As categorias variaram entre Melhor Barraco, Melhor Casamento, Melhor Desmaio até Melhor Acidente de Carro.

#### 2012
Em 2012, logo após Salve Jorge, entrando no clima da novela Avenida Brasil, diretamente da mansão do personagem Tufão, a edição contou com a participação de vários atores e cantores que apresentaram os vencedores de várias categorias bem inusitadas como "Corno Injustiçado", "Casal sem-vergonha", "Vilã Mais Cruel" e até "Melhor Empreguete". O especial contou com a participação de Marcello Novaes, Cacau Protásio, Cláudia Missura, Marcos Caruso, Letícia Isnard, entre outros, do elenco da novela.

#### 2018
Em 2013, o Vídeo Show passou por diversas mudanças em seu formato, o que ocasionou no cancelamento do Vídeo Show Retrô. Porém, a parte das premiações continuaram dentro do programa original.
Em 31 de dezembro de 2018, após o Jornal Hoje, ganhou seu retorno, agora em uma nova versão, exibida no lugar do programa original. A edição foi dedicada a recordar os melhores momentos da teledramaturgia. Famosos contaram suas tradições de fim ano, o "Falha Nossa" relembrou os melhores erros e o "Memória Nacional" se dedicou a homenagear os falecidos naquele ano. Contou com apresentação de Ana Clara, Sophia Abrahão e Joaquim Lopes, com participação de Miguel Farabella. Foi a última edição do especial, já que o Vídeo Show acabou no início do ano seguinte.

## Apresentadores
- Angélica (2003–2008)
- André Marques (2003–2012)
- Ana Furtado (2009–2012)
- Ana Clara (2018)
- Joaquim Lopes (2018)
- Sophia Abrahão (2018)